# Lo scandalo del vestito bianco
Lo scandalo del vestito bianco (The Man in the White Suit) è un film del 1951 diretto da Alexander Mackendrick.

## Trama
Uno scienziato crea uno straordinario tessuto, indistruttibile e impossibile da sporcare, ma gli industriali per cui lavora gli si oppongono e cercano di costringerlo a distruggere la fibra perché i vestiti impossibili da sciupare avrebbero verosimilmente determinato il crollo dell'industria tessile.

## Produzione
Il film fu prodotto dalla J. Arthur Rank Organisation e dalla Ealing Studios

## Distribuzione
Distribuito dalla J. Arthur Rank Organisation, uscì nelle sale cinematografiche britanniche dopo una prima tenuta a Londra il 7 agosto 1951.

## Riconoscimenti
Nel 1952 il National Board of Review of Motion Pictures l'ha inserito nella lista dei migliori film stranieri dell'anno.
Nel 1999 il British Film Institute l'ha inserito al 58º posto della lista dei migliori cento film britannici del XX secolo.